# Gabonská vlajka

Gabonská vlajka
Poměr stran: 3:4

Vlajka Gabonu byla přijata 9. srpna 1960. Je tvořena listem o poměru stran 3:4 se třemi vodorovnými pruhy: zeleným, žlutým a modrým.
Zelený pruh symbolizuje tamní lesy, žlutá pak slunce a rovník, který zemi protíná. Modrá představuje oceán a veškeré vodstvo v zemi, zejména pak řeku Ogooué.

Vlajka gabonského prezidenta Poměr stran: 3:4

## Historie

Gabonská vlajka (1959–1960) Poměr stran: 3:4
Vlajka gabonského prezidenta (1960–1990) Poměr stran: ~1:1
Vlajka gabonského prezidenta (1990–2016) Poměr stran: 3:4